# Lampade UV-B
Le lampade UV-B sono lampade che emettono uno spettro di luce ultravioletta con lunghezze d'onda comprese tra 290 e 320 nanometri. Questo spettro è anche comunemente chiamato spettro biologico a causa della sensibilità del corpo umano alla luce di tale lunghezza d'onda.  La luce UV-B non abbronza molto la pelle, rispetto alle lampade UV-A che vengono utilizzate nei solarium.

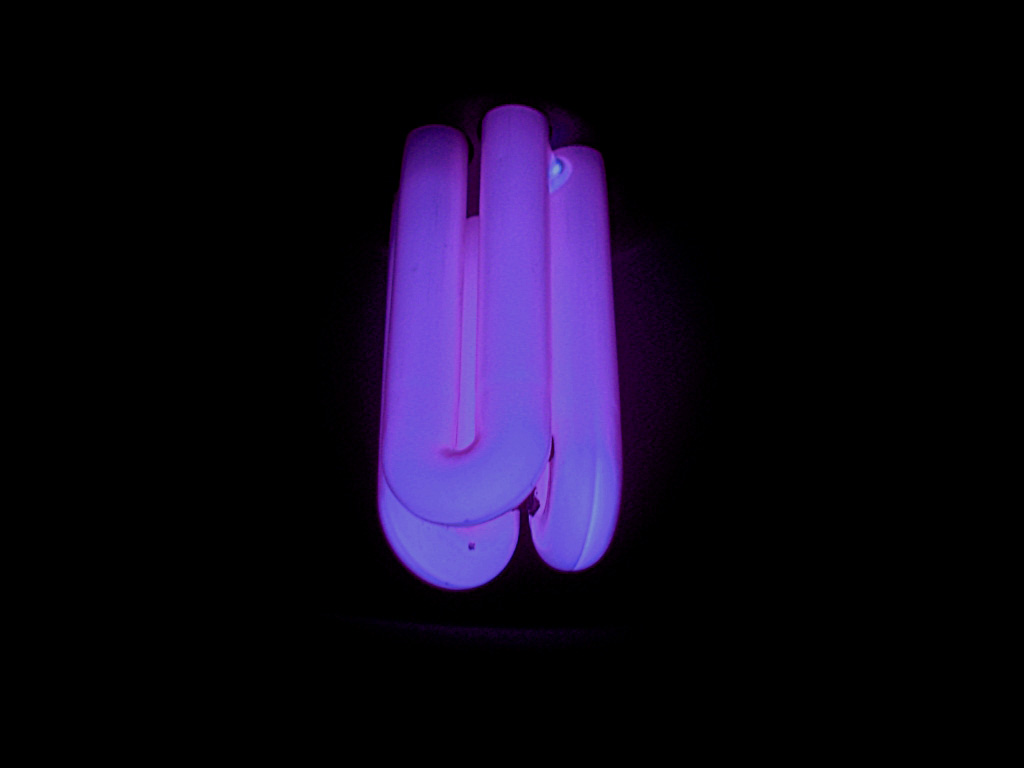
Lampada di Wood una possibile emittente di raggi UV-B

## Come cura per la pelle
Le principali malattie che vengono trattate con le lampade UV-B sono la psoriasi, il lichen planus e la dermatite atopica (eczema), vitiligine (perdita del colore della pelle) e alcune altre malattie della pelle.
Ci sono migliaia di cliniche dermatologiche in tutto il mondo che curano i disturbi della pelle con le lampade UV-B. Molte persone che soffrono di psoriasi o di altre malattie della pelle hanno la propria lampada UV-B per il trattamento domiciliare. Una piccola lampada viene utilizzata per trattare aree limitate della pelle, mentre le cabine per tutto il corpo sono disponibili nelle cliniche e negli ospedali.
La sovraesposizione ai raggi UV-B può bruciare la pelle, quindi il tempo di esposizione deve essere regolato da un timer che spenga la lampada.
Quando la pelle viene esposta a una luce UVB di 297 nanometri, il colesterolo nella pelle si trasforma in vitamina D3 . La pelle ha bisogno di soli 50-100 mili joule di luce a 297 nanometri per generare vitamina D3.
15 minuti di sole al giorno sono generalmente considerati sufficienti.

## Rischi
I trattamenti UV-B per la cura delle malattie della pelle (psoriasi, vitiligine, dermatite atopica, ecc.) sono somministrati in dosi molto basse. I trattamenti durano solo pochi minuti.
La dose massima di UV-B è di 0,5 Joule per trattamento. La dose massima per UV-B a banda stretta è invece di 3 Joule per trattamento. Questo basso dosaggio non aumenta il rischio di cancro della pelle e la fototerapia UV-B rimane un trattamento molto sicuro. La ricerca che cita dieci anni di esperienza con la fototerapia nello Yonsei Medical Center non ha rivelato alcun caso di malignità della pelle.
Troppe radiazioni ultraviolette UV di lunghezza d'onda indesiderabile possono causare danni diretti al DNA, scottature solari e cancro della pelle. Contrariamente all'esposizione alla luce UV-B somministrata a basso dosaggio, è stato riscontrato che la luce UV-A aumenta il rischio di cancro della pelle a causa della lunghezza d'onda problematica e perché viene somministrata in un dosaggio molto più elevato.